# Rosie Flores

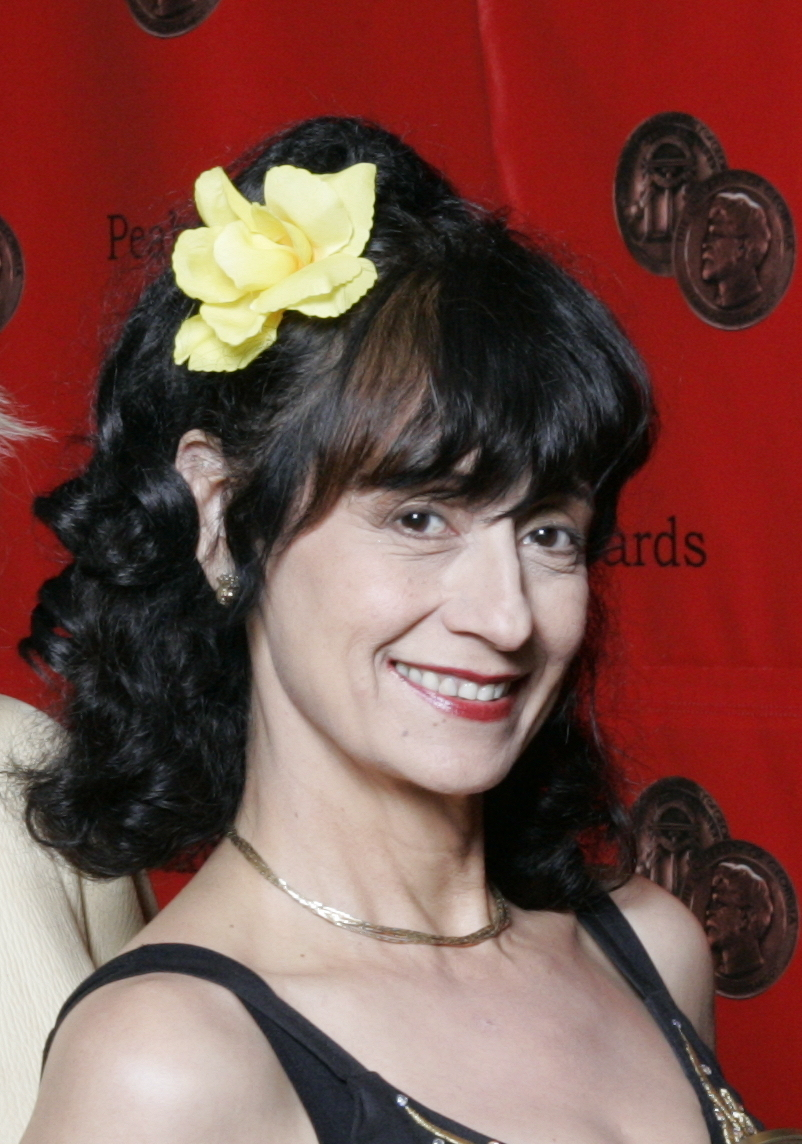
Rosie Flores (2008)

Rosie Flores (* 10. September 1950, anderen Angaben zufolge 15. September 1955 in San Antonio, Texas) ist eine Rockabilly- und Country-Künstlerin. Ihre Musik verbindet Rockabilly, Honky Tonk, Jazz und Western Swing mit traditionellen Einflüssen aus ihrem Tex-Mex-Erbe. Sie lebt derzeit in Nashville, Tennessee.

## Leben
Rosie Flores wurde in San Antonio, Texas, geboren. Zum Geburtsdatum gibt es unterschiedliche Aussagen; die Webseite country.de präsentierte in einem Beitrag die Angabe 15. September 1955 als die wahrscheinlichste. Mit den in Südtexas gängigen Musikrichtungen – Tex-Mex, Rock ’n’ Roll und Country – kam sie schon früh in Berührung. Bereits mit sechs Jahren übte sie zusammen mit ihrem Bruder Akkorde auf der Gitarre. Prägend für ihren musikalischen Geschmack war die wöchentlich ausgestrahlte TV-Musikshow American Bandstand. Ihre jugendlichen Favoriten waren Elvis Presley und Brenda Lee; später kamen der Bakersfield Sound von Buck Owens, Tammy Wynette und Creedence Clearwater Revival hinzu. Als sie zwölf war, zog die Familie nach San Diego in Südkalifornien um. Auch am neuen Wohnort fand die dort gängige Art Popmusik ihr Interesse – neben Country vor allem Country-Rock, Rockabilly, Blues, Surf und Garage Rock.
Bereits im Teenageralter gründete Rosie Flores ihre erste Band: Penelope’s Children. Ermöglicht wurde der zügige Einstieg in die kalifornische Musikszene unter anderem durch die ideelle wie materielle Unterstützung ihrer Familie. So habe sie sich bereits Ende der 1960er-Jahre eine Ausrüstung im Wert von mehreren Tausend Dollar zulegen können – eine Investition, die, so Flores rückblickend, ihr Vater bereitwillig übernommen habe. Zu ihrem großen Vorbild avancierte bald die Rockabilly-Sängerin Janis Martin, die Ende der 1950er-Jahre ihre großen Erfolge hatte. Im Zug der Punk-Welle Ende 1970er-Jahre gründete Flores die Formation Rosie & The Screamers, mit der zusammen sie sich auf harten Country sowie Rockabilly verlegte. In der Country-Szene von Los Angeles erlangte ihr Name bald eine gewisse Prominenz. Eine Zeitlang arbeitete sie als Solokünstlerin mit akustisch vorgetragenen Stücken. Darüber hinaus absolvierte sie Auftritte im Vorprogramm bekannter Künstler wie Joe Ely und Bo Diddley. 1984 erfolgte die Gründung einer reinen Frauen-Punkband, den Screaming Sirens, die stilistisch auf eine Mischung aus Punk und Rockabilly versiert war und mit denen zusammen sie das Album Fiesta veröffentlichte.
Ab Mitte der 1980er-Jahre etablierte sich Alternative Country langsam als neuer Trend auf dem Country-Markt. Rosie Flores war Bestandteil der New-Traditionalist-Szene, einer Sub-Richtung, aus der unter anderem Dwight Yoakam und Los Lobos hervorgingen. 1987 veröffentlichte sie ihr erstes Album bei Reprise Records, einem Sublabel von Warner Bros. Produzent war Pete Anderson, der unter anderem auch Dwight Yoakam produzierte. Stilistisch enthielt Rosie Flores vor allem Country- und Tex-Mex-Stücke. Seitens der Musikszene erhielt die Veröffentlichung zwar Anerkennung. Kommerziell war das Album allerdings nicht erfolgreich, sodass Reprise den Vertrag mit Flores nicht verlängerte. Mitverantwortlich für den Misserfolg war unter anderem mangelndes Airplay sowie der Umstand, dass sich die Country-Musikindustrie nur zögerlich auf zeitgemäße, Rockmusik-kompatiblere Interpretationsarten einließ.
Ende der 1980er-Jahre zog Rosie Flores nach Austin, Texas. Flores wurde integraler Bestandteil der dortigen Alt-Country-Szene und konnte bald bekanntere Musiker wie Junior Brown und Terry McBride für ihre Begleitbands engagieren. Flankierend fand sie auch ein für sie passendes Label – HighTone Records, bei dem ihre folgenden drei Alben erschienen. Soundtechnisch waren die beiden Alben After the Farm (1992) und Once More with Feeling (1993) in einem härteren, Rockabilly-betonten Stil gehalten. 1995 folgte Rockabilly Filly – ein Album, das als Referenz an die Musik ihrer Jugendzeit konzipiert war. Das Album, das neben Rockabilly und Honky-Tonk-Nummern auch langsame Balladen in einem gemäßigten Akustik-Sound enthielt, wartete mit zwei im Duett gesungenen Songs mit Flores’ Vorbildern Wanda Jackson und Janis Martin auf. Das Album führte zu einer Cross-Country-Tour zusammen mit Wanda Jackson, die zwanzig Jahre lang nicht mehr aufgetreten war.
Auf den zwischenzeitlich erreichten Bekanntheitsgrad reagierte auch ihre alte Plattenfirma Reprise Records. Angereichert mit Bonus-Material, brachte sie den Erstling unter dem Titel Honky Tonk Reprise neu auf den Markt. Bei dem Austiner Label Watermelon Records veröffentlichte Rosie Flores das Album A Little Bit of Heartache – ein Duett-Projekt zusammen mit Ray Campi. In den späten 1990er-Jahren folgte ein weiterer Label-Wechsel – diesmal zu dem auf Folk-Veröffentlichungen spezialisierten Hersteller Rounder Records. Bei Rounder Records erschien 1999 das Live-Album Dance Hall Dreams. Mit bei der Aufnahme war die Pedal-Steel- und Slide-Gitarre-Musikerin Cindy Cashdollar. Produzent war Ray Kennedy, der mit bekannten Alternative-Country-Künstlern wie Steve Earle und Lucinda Williams gearbeitet hatte. Textlich behandelten die Songs teils persönliche Dinge wie den Tod von Flores’ Vater. Andere waren Hommages wie zum Beispiel an das legendäre Rockabilly-Label Sun Records oder Barroom-Music Halls.
Ende der 1990er verlagerte Rosie Flores erneut ihren Lebensmittelpunkt – weg von Austin, hin nach Nashville. Der Umzug ging Stück für Stück vonstatten und zog sich über mehrere Jahre. 2001 erschien ein weiteres Album – Speed of Sounds. Unter anderem enthielt sie eine Coverversion des Buck-Owens-Klassikers Hot Dog. Single Rose aus dem Jahr 2004 hingegen war eine Akustik-Veröffentlichung, auf der Flores einen Querschnitt ihres Œuvres darbot. 2009 folgte Girl of the Century – ein Jubiläumsalbum zu ihrer mittlerweile zwei Jahrzehnte umfassenden Musikerkarriere. Musikalisch im Rockabilly-Stil gehalten, enthielt die Veröffentlichung unter anderem auch eine Coverversion des bekannten Johnny-Cash-Titels Get Rhythm. Aufgenommen wurde Girl of the Century zusammen mit John Langford von den Mekons und den Pine Valley Cosmonauts. Neue Vertriebsfirma war das auf Alternative Country versierte Label Bloodshot Records. Dort erschien 2012 auch die Folgeveröffentlichung Working Girl’s Guitar – ein unterschiedliche Roots-Rock-Stile vereinendes Album, bei dem Rosie Flores alle Produktions- und Gitarrensets selbst erstellte.
Etwa zeitgleich mit der Produktion von Working Girl’s Guitar veröffentlichte Rosie Flores ein Post-mortem-Album mit bislang unveröffentlichten Stücken ihres Vorbilds Janis Martin. Flores hatte Martin 2007 dazu überredet, noch einmal ins Studio zu gehen und einen Set Songs aufzunehmen. Sie selbst fungierte dabei als Produzentin. Da es in der Folge Probleme gab, ein Label für diese Veröffentlichung zu finden, startete Flores eine Crowdfunding-Kampagne über das Webportal Kickstarter.com und sammelte bis 2011 mehr als 16.000 US-Dollar für die Vorfinanzierung ein. Das Album mit dem Titel The Blanco Sessions erschien 2012 bei Cow Island Music.

## Stil und Medienresonanz
Rosie Flores selbst bezeichnet Rockabilly als ihre primäre Musikrichtung. Sie habe sowohl Country als auch Rock gemacht. Rockabilly jedoch habe ihrer Ansicht nach diese beiden Genres auf eine idealtypische Weise zusammengeführt. Flores: „Ich war von der Energie und dem Look von Rockabilly begeistert, also bin ich auf diesen Stil umgestiegen.“ Soundtechnisch hält sie sich für einen Gitarrenfreak. So liebe sie die Hellcasters, alte Chet-Atkins-Aufnahmen sowie solche von den Yardbirds. Aktueller Favorit, so ihre Angabe in einem Interview 2013, sei eine Trussart SteeltopCaster. Als idealer Platz für die Entwicklung neuer musikalischer Ideen habe sich ihr Auto herausgestellt. Aus diesem Grund sei dieses mit dem nötigen Audio-Equipment ausgestattet.
Die Geschichte, wie sie auf Janis Martin als Vorbild gestoßen sei, erzählte sie in dem angeführten Interview wie folgt: „Ich war wirklich auf Rockabilly, und ich war bei einer Show in San Francisco, wo ich eine Band namens Levi und die Rockats gesehen habe. Ich sprach mit einem Mädchen, das neben mir stand, und sie fragte: ‚Welche Lieder machst du - coverst du irgendwelche alten Klassiker?‘ Ich sagte: ‚Ja, ich mache ein paar – Eddie Cochran, Wanda Jackson und einige von den Annette Brothers.‘ Sie sagte: ‚Das ist cool. Machst du irgendwas von Janis Martin?‘ Ich sagte: ‚Von wem?‘ Und sie sagte: ‚Wenn du Janis Martin nicht kennst, weißt du nichts über Rockabilly‘, dann ging sie weg. Also ging ich hin und kaufte ihre Platte und wurde von diesem Tag an Fan.“
Die Rockabilly-Webseite rockabilly.net wertete den Umgang der Country-Musikindustrie mit neuen Künstlern wie Rosie Flores Mitte der 1980er als vertane Chance für die Industrie. Nashville habe in den 1980ern den Alternative Country Trend weitgehend verschlafen und so die Chance versäumt, ein junges, hippes Publikum anzusprechen mit Acts wie Steve Earle, Kevin Welch, k. d. lang und Lyle Lovett – und Flores etwa als Künstlerin gleichwertig aufzubauen zusammen mit George Strait und Reba McEntire. Fazit des Beitrags: „Flores hat schon immer eine Vielzahl von Roots-Musikstilen gespielt: Rockabilly, Western-Swing, Honky-Tonk-Shuffles, Blues, Zydeco, Akustik-Folk, Tex-Mex-Walzer und Conjunto – sie alle sind in ihrer Musik präsent.“

## Diskografie

### Alben
- 1987: Rosie Flores
- 1992: After the Farm
- 1993: Once More with Feeling
- 1995: Rockabilly Filly
- 1997: A Little Bit of Heartache (mit Ray Campi)
- 1999: Dance Hall Dreams
- 2001: Speed of Sound
- 2004: Single Rose
- 2004: Bandera Highway
- 2005: Christmasville
- 2009: Girl of the Century
- 2012: Working Girl's Guitar
- 2012: After The Farm & Once More With Feeling
- 2019: Simple Case Of The Blues

### Singles und EPs
- 1982: Hit City L. A. / Oh Heartache
- 1986: I’m Walkin’ / The End Of The World
- 1987: Heart Beats To A Different Drum / Somebody Loses, Somebody Wins
- 1987: Crying Over You / Midnight To Moonlight
- 1987: Somebody Loses, Somebody Wins
- 1988: He Cares / One Track Memory
- 1989: Brand New Heartache (mit Ronnie Mack)
- 2021: So Sad (To Watch Good Love Go Bad) / I’ve Got a Right to Cry